# Apuleia leiocarpa
Apuleia leiocarpa là một loài thực vật có hoa trong họ Đậu. Loài này được (Vogel) J.F.Macbr. miêu tả khoa học đầu tiên.